# 篠原孝道
篠原 孝道（しのはら たかみち、1936年3月8日 - ）は、神奈川県出身の元日産自動車の自動車クラブのひとつSCCNに所属していたアマチュアドライバーで、スカイライン2000GT-R（以下GT-R）の初陣となった「69JAFグランプリ」でその後歴史に残る52勝（諸説あり）の第1勝目を飾ったドライバーとして知られる。GT-Rでの通算勝利数はクラス優勝を含めて3勝。2006年4月現在、横浜自動車部品株式会社会長。

## 経歴
もともとは、日産系ディーラー社員として働くとともに趣味でラリーに参戦していたが、その中で特設ステージとして組まれていた船橋サーキットでの走行がレースを始めるきっかけとなり、29歳という傍から見れば遅咲きながらも1966年の「ダットサン船橋レース」でフェアレディ1500を駆ってデビュー、クラス4位の好成績を収める。さらに5月の「第3回日本グランプリ」では、富士スピードウェイの走行は初めてながらも12位で完走し、6月の「第1回ダイヤモンドトロフィーレース」ではボディはそのままにエンジンをこの年登場したフェアレディ1600のエンジンに載せ換えて出場し、クラス優勝（プライベートながらも総合で10位の健闘）をとげた。これらの成績から翌1967年シーズンと日本グランプリでは、大森ワークスチューンのフェアレディ2000を貸与されての活動し安定した結果を収め（日本グランプリの結果は5位入賞である）、1968年は1966年まで乗っていた自分のマシンを1600ccエンジンから2000ccエンジンに載せ換えて戦っているが、ここでも安定感抜群の成績を残すなどどのレースにおいてもリタイヤが極端に少ないのが彼の最大の強みである（但し、同年8月の「富士ツーリストトロフィーレース」では転倒しマシンは大破している。しかし規定周回数をまわっていたので2位になった）。
この強みが評価されて、1969年の「69JAFグランプリ」に追浜ワークスチューンのGT-Rに乗って出場するチャンスを得る。初陣ということもあり、出場する篠原をはじめとする他に選ばれた同じ日産系列のクラブ所属のアマチュアドライバー4人にとっては、嫌でも重圧がかかり最後まで本領発揮とまでは行かなかった（前半で2台のGT-Rが調子を乱しリタイヤし、中盤でも1台がリタイヤした）が、最終周にトヨタのセミワークスの高橋晴邦と前半調子が上がらず遅れたものの後半に調子を取り戻し追いついた篠原との一騎討ちになったが高橋の執拗なまでのブロック（当時のレースではワークス活動がメーカーの業績に直結していたので、しのぎを削ってのレースをする上ではよく見られる光景だった）で1位高橋、2位篠原とチェッカーが振られた。しかし高橋は速度で勝る篠原を直線でもブロックしており、これにコース監察の競技役員が走路妨害の疑いを報告し、競技委員会もこれを確認したため、高橋は罰則で1周減算され、篠原が総合1位となった。篠原にとってはすっきりとしない優勝ではあったが、記念すべきGT-Rの初優勝者としてその名を残すこととなった。その後ワークスから車両を与えられてのレース活動というよい環境ながらも、篠原自身のGT-Rでの活動期間は1969年シーズン（クラス優勝を含めて3勝）と1970年シーズン序盤までと意外に短く、1970年4月の「レース・ド・ニッポン6時間レース」を最後に、マシンをPMC・Sからレース出場を考えていた新人ドライバー河原伸光に売却してフェアレディZ（正確にはZ-Lで、積まれていた2000ccエンジンから輸出用の240Zの2400ccに載せ換えている）に乗り換え、1971年から富士グランチャンピオンレース（通称GC、以下GC）に出場するようになった（というのもGT-Rはエンジンを始めとしてマシンのメンテナンスに多額のお金がかかるので、スポンサーの少ないプライベートアマチュアドライバーとなるとなにぶん辛かったのである）。フェアレディZといえば、柳田春人や鯉沼三郎、関西SCCNの西野弘美、ヨコハマタイヤの実戦開発を担っていた大塚光博、篠原同様GT-Rから乗り換えた千代間由親などが有名だが、その中で常に堅実で安定した走りで着実にポイント争いに加わっていき、1973年にはGCのGTクラスシリーズチャンピオンになった（またこの1973年は、「日本グランプリ」で追浜ワークスチューンのサニー・エクセレント（ツインカムヘッドを載せたLZ14bエンジンを載せたスペシャルマシン）を貸与されて出場するなど、セミワークス（＝大森ワークス）に近い活動も行っている）。そして1974年は日産がワークス活動を縮小したことにより、追浜ワークスから放出されたサニー・エクセレント（前述のスペシャルマシン）を駆って「富士ツーリングチャンピオンレース」を戦い、圧倒的な強さで年間チャンピオンとなった。そして1975年の同シリーズの緒戦が終えた直後そのマシンを同じSCCNのプライベーターに譲り、その後2戦ほどはストックカーレースに出場、いずれも好成績を収めた。そしてこれを最後に現役を引退（その後もブランクはあるものの2戦ほどレースに出場している）し家業を継いだ。
しかしその後もレースの世界とのかかわりを続け、JAFの全日本選手権レースが行われる際の派遣審査委員長やA級ライセンスの講師を2003年まで続けた。